# Cầu Rio-Antirio
Cầu Rion-Antirion (tiếng Hy Lạp: Γέφυρα Ρίου-Αντιρρίου), chính thức là  Cầu Charilaos Trikoupis theo tên chính khách đầu tiên đưa ra kế hoạch xây nó, là cầu dây văng nhiều nhịp dài nhất thế giới. Với tổng chiều dài 2880 m và 4 tháp, là cầu có sàn được treo bằng cáp dài thứ hai (dài 2258 m) thế giới, bắc qua vịnh Corinth gần Patras, Hy Lạp.